# 王嘉
王 嘉（おう か、? - 紀元前2年）は、前漢の政治家。字は公仲。右扶風平陵県の人。

## 略歴
経書に明るいことで郎となったが、免官される。その後光禄勲于永の属官となり、その後孝廉に挙げられて長陵県尉となる。鴻嘉年間に成帝の命により政治問題について述べて優秀さが認められ、抜擢されて太中大夫となり、太守を歴任し治績を上げる。大鴻臚として朝廷に入り、京兆尹に異動し、哀帝の建平2年（紀元前5年）に御史大夫となる。翌建平3年（紀元前4年）には丞相平当の死により丞相に就任し、新甫侯に封じられる。
彼は剛直で威厳ある人物であり、哀帝は彼を大変敬ったという。王嘉は哀帝に対し人材の重要性を説き、儒者や能吏を推薦した。
一方、哀帝が当時起こった東平王劉雲（東平思王劉宇の子）の謀反事件に功績があった者に寵愛する董賢を混ぜて列侯に立てようとした際に反対し、哀帝と対立した。この際には哀帝は我意を通し、董賢を封侯している。その後にも王嘉は董賢寵愛を諫言し、哀帝と対立するようになった。
そして元寿元年（紀元前2年）、哀帝は自分の祖母の傅太后が死んだ際に彼女の遺言と称して董賢の封邑を加増しようとしたが、王嘉はこれに反発し、皇帝から丞相に下された詔を全国に下達せずに封印してそのまま皇帝に差し戻し、再度董賢寵愛を諌めた。哀帝は激怒し（皇帝の詔を差し戻すのは皇帝の権威を大いに損なうものと言える）、他の罪状を名目に彼を獄に下した。部下は彼に逮捕される前に自殺することを勧めたが彼は自殺せず、取調べに対して「私には宰相でありながら賢者を勧めることも悪（董賢）を退けることもできなかったという罪がある。死罪になっても当然であり死んでも恨みはない」と言い、絶食して同年3月に獄中で死亡した。この時侯国も召し上げられた。